# Cratere Tahu
Tahu  è un cratere sulla superficie di Cerere.